# سی و سومین مراسم گلدن گلوب
۳۳مین مراسم گلدن گلوب برای ارج نهادن به بهترین فیلم و شوی تلویزیونی سال ۱۹۷۵ در ۲۴ ژانویه سال ۱۹۷۶ برگزار شد

## برندگان و نامزدها

### سینمایی
| بهترین فیلم | بهترین فیلم |
| جایزه گلدن گلوب بهترین فیلم – درام | جایزه گلدن گلوب بهترین فیلم – موزیکال یا کمدی |
| --- | --- |
| - دیوانه از قفس پرید - بری لیندون - بعدازظهر سگی - آرواره‌ها - نشویل (فیلم) | - پسران آفتاب (فیلم ۱۹۷۵) - Funny Lady - بازگشت پلنگ صورتی - شامپو (فیلم) - تامی (فیلم ۱۹۷۵) |
| بهترین اجرا در یک Motion Picture – Drama | |
| جایزه گلدن گلوب بهترین بازیگر مرد – فیلم درام | جایزه گلدن گلوب بهترین بازیگر زن – فیلم درام |
| - جک نیکلسون — دیوانه از قفس پرید در نقش رندال مک‌مورفی - جین هکمن — ارتباط فرانسوی ۲ در نقش Det. Jimmy "Popeye" Doyle - آل پاچینو — بعدازظهر سگی در نقش جان ویتوویچ - ماکسیمیلیان شل — مردی در اتاق شیشه‌ای در نقش Arthur Goldman - جیمز ویتمور — حالشون رو بگیر، هری! در نقش هری ترومن | - لوئیز فلچر — دیوانه از قفس پرید در نقش پرستار رچد - کرن بلک — روز اقاقیا (فیلم) در نقش Faye Greener - فی داناوی — سه روز کرکس در نقش Kathy Hale - Marilyn Hassett — The Other Side of the Mountain در نقش Jill Kinmont - گلندا جکسون — هدا (فیلم) در نقش Hedda Gabler                                                                                     |
| بهترین اجرا در یک Motion Picture – Comedy or Musical | |
| جایزه گلدن گلوب بهترین بازیگر مرد – فیلم موزیکال یا کمدی | جایزه گلدن گلوب بهترین بازیگر زن – فیلم موزیکال یا کمدی |
| - جرج برنز — پسران آفتاب (فیلم ۱۹۷۵) در نقش Al Lewis - والتر ماتائو — پسران آفتاب (فیلم ۱۹۷۵) در نقش Willy Clark - وارن بیتی — شامپو (فیلم) در نقش George Roundy - جیمز کان — Funny Lady در نقش Billy Rose - پیتر سلرز — بازگشت پلنگ صورتی در نقش بازرس کلوزو                          | - آن مارگرت — تامی (فیلم ۱۹۷۵) در نقش Nora Walker - جولی کریستی — شامپو (فیلم) در نقش Jackie Shawn - گلدی هان — شامپو (فیلم) در نقش Jill - لایزا مینلی — بانوی خوش‌شانس در نقش Claire - باربارا استرایسند — Funny Lady در نقش فنی بریک |
| Best Supporting Performance in a Motion Picture – Drama, Comedy or Musical | |
| جایزه گلدن گلوب بهترین بازیگر نقش مکمل مرد | جایزه گلدن گلوب بهترین بازیگر نقش مکمل زن |
| - ریچارد بنجامین — پسران آفتاب (فیلم ۱۹۷۵) در نقش Ben Clark - جان کازال — بعدازظهر سگی در نقش Sal - چارلز دارنینگ — بعدازظهر سگی در نقش Eugene Moretti - هنری گیبسون — نشویل (فیلم) در نقش Haven Hamilton - بورگس مریدیت — روز اقاقیا (فیلم) در نقش Harry Greener                      | - برندا واکارو — Jacqueline Susann's Once Is Not Enough در نقش Linda Riggs - رونی بلکلی — نشویل (فیلم) در نقش Barbara Jean - جرالدین چاپلین — نشویل (فیلم) در نقش Opal - لی گرانت — شامپو (فیلم) در نقش Felicia Karpf - باربارا هریس (بازیگر) — نشویل (فیلم) در نقش Albuquerque - لی‌لی تاملین — نشویل (فیلم) در نقش Linnea Reese                            |
| Other | |
| جایزه گلدن گلوب بهترین کارگردانی | جایزه گلدن گلوب بهترین فیلم‌نامه |
| - میلوش فورمن — دیوانه از قفس پرید - رابرت آلتمن — نشویل (فیلم) - استنلی کوبریک — بری لیندون - سیدنی لومت — بعدازظهر سگی - استیون اسپیلبرگ — آرواره‌ها | - دیوانه از قفس پرید — بو گولدمن and Lawrence Hauben - بعدازظهر سگی — فرانک پیرسون - آرواره‌ها — پیتر بنچلی and کارل گوتلیب - نشویل (فیلم) — Joan Tewkesbury - پسران آفتاب (فیلم ۱۹۷۵) — نیل سایمون |
| جایزه گلدن گلوب بهترین موسیقی | جایزه گلدن گلوب بهترین ترانه غیراقتباسی |
| - آرواره‌ها — جان ویلیامز - Funny Lady — فرد اب and جان کندر - مردی که می‌خواست سلطان باشد (فیلم) — موریس ژار - The Other Side of the Mountain — چارلز فاکس (آهنگساز) - بازگشت پلنگ صورتی — هنری مانچینی                                                                                 | - "برای من فرقی نمی‌کند" (کیت کارادین) – نشویل (فیلم) - "How Lucky Can You Get" (جان کندر، فرد اب) – Funny Lady - "My Little Friend" (Roy Budd, سمی کان) – ببر کاغذی (فیلم) - "Now That We're in Love" (George Barrie, سمی کان) – Whiffs - "Richard's Window" (چارلز فاکس (آهنگساز), نورمن گیمبل) – The Other Side of the Mountain                           |
| جایزه گلدن گلوب بهترین فیلم غیر انگلیسی‌زبان | Best Documentary Film |
| - Lies My Father Told Me (کانادا) - And Now My Love (فرانسه) - هدا (فیلم) (بریتانیا) - فلوت سحرآمیز (فیلم ۱۹۷۵) (سوئد) - بخش ویژه (فیلم ۱۹۷۵) (فرانسه) | - Youthquake! - Brother, Can You Spare a Dime? - The Gentleman Tramp - Mustang: The House That Joe Built - The Other Half of the Sky: A China Memoir - UFOs: Past, Present, and Future |
| New Star of the Year – Actor | New Star of the Year – Actress |
| - براد دوریف — دیوانه از قفس پرید در نقش Billy Bibbit - راجر دالتری — تامی (فیلم ۱۹۷۵) در نقش Tommy Walker - Jeffrey Lynas — Lies My Father Told Me در نقش David Herman - کریس ساراندون — بعدازظهر سگی در نقش Leon Shermer - بن ورین — Funny Lady در نقش Bert Robbins                  | - Marilyn Hassett — The Other Side of the Mountain در نقش Jill Kinmont - رونی بلکلی — نشویل (فیلم) در نقش Barbara Jean - باربارا کاررا — The Master Gunfighter در نقش Eula - استاکرد چنینگ — طالع (فیلم ۱۹۷۵) در نقش Fredrika Quintessa Bigard - Jeannette Clift — The Hiding Place در نقش Corrie ten Boom - لی‌لی تاملین — نشویل (فیلم) در نقش Linnea Reese |

### مجموعه تلویزیونی

#### جایزه گلدن گلوب بهترین فیلم – درام
کوجک (مجموعه تلویزیونی)
- باره‌تا
- ستوان کلمبو
- Petrocelli
- Police Story

#### جایزه گلدن گلوب بهترین مجموعه تلویزیونی – موزیکال یا کمدی
Barney Miller
- همگی در خانواده
- The Carol Burnett Show
- Chico and the Man
- The Mary Tyler Moore Show

#### جایزه گلدن گلوب بهترین بازیگر مرد – مجموعه تلویزیونی درام
رابرت بلیک (هنرپیشه) - باره‌تا
 تلی ساوالاس - کوجک (مجموعه تلویزیونی)
- پیتر فالک - ستوان کلمبو
- کارل مالدن - خیابان‌های سان‌فرانسیسکو
- بری نیومن - Petrocelli

#### جایزه گلدن گلوب بهترین بازیگر زن – مجموعه تلویزیونی درام
لی رمیک - Jennie: Lady Randolph Churchill
- انجی دیکینسون - Police Woman
- رزماری هریس - Notorious Woman
- مایکل لرنید - خانواده والتون (مجموعه تلویزیونی)
- لی مری‌وثر - Barnaby Jones

#### جایزه گلدن گلوب بهترین بازیگر مرد – مجموعه تلویزیونی موزیکال یا کمدی
آلن آلدا - M*A*S*H
- جانی کارسون - The Tonight Show Starring Johnny Carson
- رد فاکس - Sanford and Son
- هل لیندن - Barney Miller
- باب نیوهارت - The Bob Newhart Show
- کرول اوکانر - همگی در خانواده

#### جایزه گلدن گلوب بهترین بازیگر زن – مجموعه تلویزیونی موزیکال یا کمدی
کلوریس لیچمن - Phyllis
- بیتریس آرتور - Maude
- کارول برنت - The Carol Burnett Show
- ولری هارپر - Rhoda
- مری تایلر مور - Mary Tyler Moore

#### جایزه گلدن گلوب بهترین بازیگر نقش مکمل مرد – سریال، سریال کوتاه یا فیلم تلویزیونی
اد اسنر - Mary Tyler Moore
 تیم کانوی - The Carol Burnett Show
- تد نایت - Mary Tyler Moore
- راب راینر - همگی در خانواده
- جیمی واکر (بازیگر) - Good Times

#### جایزه گلدن گلوب بهترین بازیگر نقش مکمل زن – سریال، سریال کوتاه یا فیلم تلویزیونی
هرمیون بادلی - Maude
- سوزان هاوارد - Petrocelli
- جولی کاونر - Rhoda
- نانسی واکر - مک‌میلان و همسرش
- نانسی واکر - Rhoda